# Холопеничи (деревня)
Холо́пеничи (бел. Халопенічы) — деревня в составе Катковского сельсовета Глусского района Могилёвской области Белоруссии.

## Население
- 1999 год — 110 человек
- 2009 год — 43 человека